# دراغون بول زد: أعد إلي جوهاني
 دراغون بول زد: أعد إليّ جوهاني!! كما يدعى باليابانية (باليابانية:  ドラゴンボールZ)، (بالإنجليزية: Dragon Ball Z: Dead Zone)‏ تم إطلاق الفلم بالبداية في اليابان تحت اسم دراغون بول زد لكنه عدل فيما بعد ليصبح  دراغون بول زد: أعد إليّ جوهاني وهو الفيلم الرابع من سلسلة أفلام دراغون بول والأول من أفلام دراغون بول زد. فهو أطلق في الخامس عشر من يوليو/تموز عام 1989  في مهرجان أفلام  توي مانغا ماتسوري.

## ملخص الفيلم
يختطف ثلاثة أشرار خدام لدى جارليك ارثر ليجلبوه له، لأن في قبعته كرة تنين وبعد ذلك وبعد جمع الكرات طلب جارليك من شينغ لونغ الخلود فمنحه له و في تلك الأثناء كان غوكو في الطريق لاستعادة غوهان فتقاتل ضد جارليك مع بيكولو وكوريلين فهزموه وأصبح جارليك خالدًا في الجحيم.

## الأصوات
| الشخصية    | مؤدي الصوت الياباني |
| ---------- | ------------------- |
| غوكو       | ماساكو نوزاوا       |
| غوهان      | ماساكو نوزاوا       |
| بيكولو     | توشيو فوروكاوا      |
| كامي       | تاكيشي آونو         |
| كوريرين    | مايومي تاناكا       |
| أوكس كينغ  | دايسكي غوري         |
| تشي تشي    | مايومي شو           |
| موتين روشي | كوهي مياوتشي        |
| بولما      | هيرومي تسورو        |
| جارليك     | أكيرا كاميا         |
| غينير      | كوجي توتاني         |
| نيكي       | شيغيرو تشيبا        |
| سانشو      | يوكيتوشي هوري       |
| شين لونغ   | كينجي أوتسومي       |
| الراوي     | جوجي يانامي         |

## روابط خارجية
- دراغون بول زد: أعد إلي جوهاني على موقع IMDb (الإنجليزية)
- دراغون بول زد: أعد إلي جوهاني على موقع روتن توميتوز (الإنجليزية)
- دراغون بول زد: أعد إلي جوهاني على موقع نتفليكس (الإنجليزية)
- دراغون بول زد: أعد إلي جوهاني على موقع ألو سيني (الفرنسية)
- دراغون بول زد: أعد إلي جوهاني على موقع أول موفي (الإنجليزية)
- دراغون بول زد: أعد إلي جوهاني على موقع فيلمافينيتي (الإسبانية)
- دراغون بول زد: أعد إلي جوهاني على موقع قاعدة بيانات الفيلم (الإنجليزية)
- دراغون بول زد: أعد إلي جوهاني على موقع ليتربوكسد (الإنجليزية)
- دراغون بول زد: أعد إلي جوهاني على موقع كينوبويسك (الروسية)
- دراغون بول زد: أعد إلي جوهاني على موقع ANN anime (الإنجليزية)